# Melodia Fm
Melodia FM (anteriorment Onda Melodia) és una emissora de ràdio espanyola musical de gènere adult-contemporani pertanyent al grup Atresmedia, dedicada als èxits musicals dels anys setanta, vuitanta i noranta tant nacionals com internacionals.

## Història
Onda Melodia va començar les seves emissions el 1985 a Còrdova des d'una de les emissores de la llavors existent Cadena Rato a través de la freqüència 91.4 FM. Ho va fer sota el nom de Ràdio Melodia. Més tard, per a la creació d'Onda Cero, es van comprar les emissores de la Cadena Rato inclosa Ràdio Melodia que va passar a denominar-se Onda Cero Melodia Còrdova.
El 1995, Onda Cero va expandir aquesta programació a gairebé 20 emissores de tot el país i va passar a denominar-la Onda Melodia. La programació va passar de fer-se a Còrdova a fer-se a Madrid, si bé seguien existint finestres de programació local en algunes de les emissores. En aquesta nova etapa van passar locutors com Patrick D. Fruits, Alberto Gómez, José Antonio Cruz, Conso García, Mayte Aira, David López Castillero, Pepa Gea, Susana Lleó, Juan Minaya, Miguel Ángel Paniagua o Jesús García Roa. El 1997, Onda Melodia va guanyar el premi Ondas a la millor programació musical.
Dos anys més tard, el 1999, Onda Melodia va passar a emetre per més de 50 emissores per tot el país. Les noves freqüències de la cadena eren de Blas Herrero, qui, al seu torn, es va convertir en el propietari de la cadena, implantant el format de fil musical sense locutors i pràcticament sense publicitat. Aquest format va desaparèixer a mitjan 2000, i amb ell tota la cadena, que va passar a denominar-se "la futura emissora musical d'Onda Cero", i després Kiss FM.
El 2005, Onda Cero va rescatar aquest format per diverses emissores en grans capitals d'Espanya. Es va decidir que la nova Ona Melodia havia d'emetre una programació basada en balades únicament de l'record. Durant aquella època no es va comptar amb cap locutor i es va rescatar la imatge sonora que l'emissora tenia a la fi de les seves emissions el 2000. No obstant això, seguien existint finestres per a la programació local, que en moltes ciutats van ser usades per retransmetre esdeveniments esportius o culturals com "la tercera ràdio d'Onda Cero".
Ja al novembre de 2007, moltes de les freqüències amb què comptava Onda Melodia començaren a emetre Radio Marca, fruit de l'acord entre la llavors Uniprex (actualment denominada Atresmedia Ràdio) i Unitat Editorial.
És llavors, en 2010 quan es decideix donar-li un rentat de cara a la imatge sonora d'Onda Melodia, amb un increment en la varietat musical. Dos anys després, Onda Cero decideix reconvertir una de les pàgines web que tenia en ondamelodia.es, dotant a aquesta emissora d'un nou aparador en el qual recolzar-se.
Finalment, el 6 de març de 2013 el Grup Antena 3 va passar a denominar-se Atresmedia i es comença a parlar d'un canvi de denominació a Onda Melodia que no es faria efectiu fins al 13 de gener de 2014. Abans d'aquest canvi, al setembre de 2013, es va fer pública la intenció per part de el grup Planeta (propietari de l'actual Atresmedia) de convertir l'encara denominada Ona Melodia a laSexta Radio.
La abanderada d'aquesta nova etapa de Melodia FM va ser Núria Roca, que acompanyada del seu marit Joan de la Vall, va presentar el morning show El millor que et pot passar. El programa va tenir àmplia repercussió i aviat es va iniciar una campanya publicitària en tots els suports de Atresmedia. Un any més tard, a partir de desembre de 2015, José Luis Salas va presentar un programa anomenat "Ja està bé per avui", que s'emetia de 20:00 a 21:00 de dilluns a divendres i que va ser retirat a l'acabar aquesta temporada al juliol. Al juliol de 2017 va acabar el programa El millor que et pot passar, el que representava un buit en la graella de Melodia, sobre la qual es rumorejava que anava a emetre 24 hores de fórmula com en la seva anterior etapa. No obstant això, al setembre de 2017 l'emissora va anunciar per sorpresa el programa Despiértame Juanma, presentat per Juanma Ortega, considerat com el primer presentador de morning show espanyol. Posteriorment, ja al setembre de 2018, Juan Luis Cano es va mudar de M80 Ràdio, on havia presentat diversos matinals a Melodia FM per presentar un programa els caps de setmana. El nom de el programa no estava definit i es va idear un concurs perquè els propis oients de l'emissora decidissin el nom. No obstant això, Juan Luis Cano va decidir el nom obviant aquesta enquesta, ja que segons ell "ja s'havia fet marxandatge amb un altre nom". Finalment, el programa es va cridar Les cames no són d'el cos i continua emetent-se en l'actualitat de 09:00 a 13:00 cada cap de setmana.

## Freqüències de Melodia FM
Melodia FM pot ser escoltada a nivell nacional a través de la TDT MPE-4, També des de la ràdio digital DAB pel múltiplex MF-II. També disposa d'emissió mitjançant livestreaming des de la pàgina web melodia-fm.com/directo
A través de la FM es pot sintonitzar a les següents ciutats, mitjançant aquestes freqüències:

### FM

#### Andalusia
- Granada: 90.7 FM

#### Canàries
- Adeje: 95.2 FM

- Santa Creu de la Palma: 103.0 FM

#### Castella i Lleó
- Burgos: 99.7 FM
- Palència: 98.9 FM

#### Catalunya
- Mataró: 88.7 FM
- Figueres: 90.4 FM
- Balaguer: 99.7 FM

#### Comunitat de Madrid
- Leganés: 104.6 FM
- Madrid: 94.6 i 98.4 FM
- Mejorada de el Campo: 106.8 FM

#### Comunitat Valenciana
- Alacant: 88.0 FM
- Gandia: 105.3 FM
- València: 90.9 FM

#### Illes Balears
- Eivissa: 91.7 FM
- Palma: 101.0 FM

#### La Rioja
- Calahorra: 90.7 FM

#### Navarra
- Tudela: 99.4 FM

## Audiència
Melodia FM compta amb una audiència diària de '140.000' oients segons la tercera onada de 2019 publicada per l'EGM, després d'una caiguda des dels 212.000 amb què comptava en l'anterior oleda. En comparació amb la mateixa onada de l'any anterior, l'emissora (que tenia 249.000) hauria perdut la meitat de la seva audiència.